# روني ليانغ
روني ليانغ هو مغني فلبيني، ولد في 31 يناير 1985 في انجلس في الفلبين.

## وصلات خارجية
- روني ليانغ على موقع IMDb (الإنجليزية)
- روني ليانغ على موقع ميوزك برينز (الإنجليزية)
- روني ليانغ على موقع ديسكوغز (الإنجليزية)